# 曼达瓜苏
曼达瓜苏是巴西巴拉那州的一个市镇。总面积294.01平方公里，总人口19058人，人口密度64.8人/平方公里。